# Apeira meridionalis
Apeira meridionalis är en fjärilsart som beskrevs av Eugen Wehrli 1940. Apeira meridionalis ingår i släktet Apeira och familjen mätare. Inga underarter finns listade i Catalogue of Life.